# Casa da Memória Paraná
A Casa da Memória Paraná é um museu-memorial localizado na cidade de Ponta Grossa, no Paraná, Brasil. A instituição atua como um centro de documentação da história do município, da região dos Campos Gerais e do Paraná.

## História
A prefeitura de Ponta Grossa criou a Casa da Memória Paraná  em setembro de 1995, que passou a funcionar no prédio da antiga Estação Paraná.
De 1995 até o ano de 2020, a Estação Paraná abrigou a Casa da Memória Paraná, quando o acervo foi transferido para um espaço ao lado da Mansão Villa Hilda.

## Acervo
A Casa da Memória possui muito material para pesquisa e para àqueles que quiserem visitar o espaço. O acervo conta com leis de incentivo à cultura, o que facilita seu crescimento e, consequentemente, a preservação da história de Ponta Grossa e do Paraná.

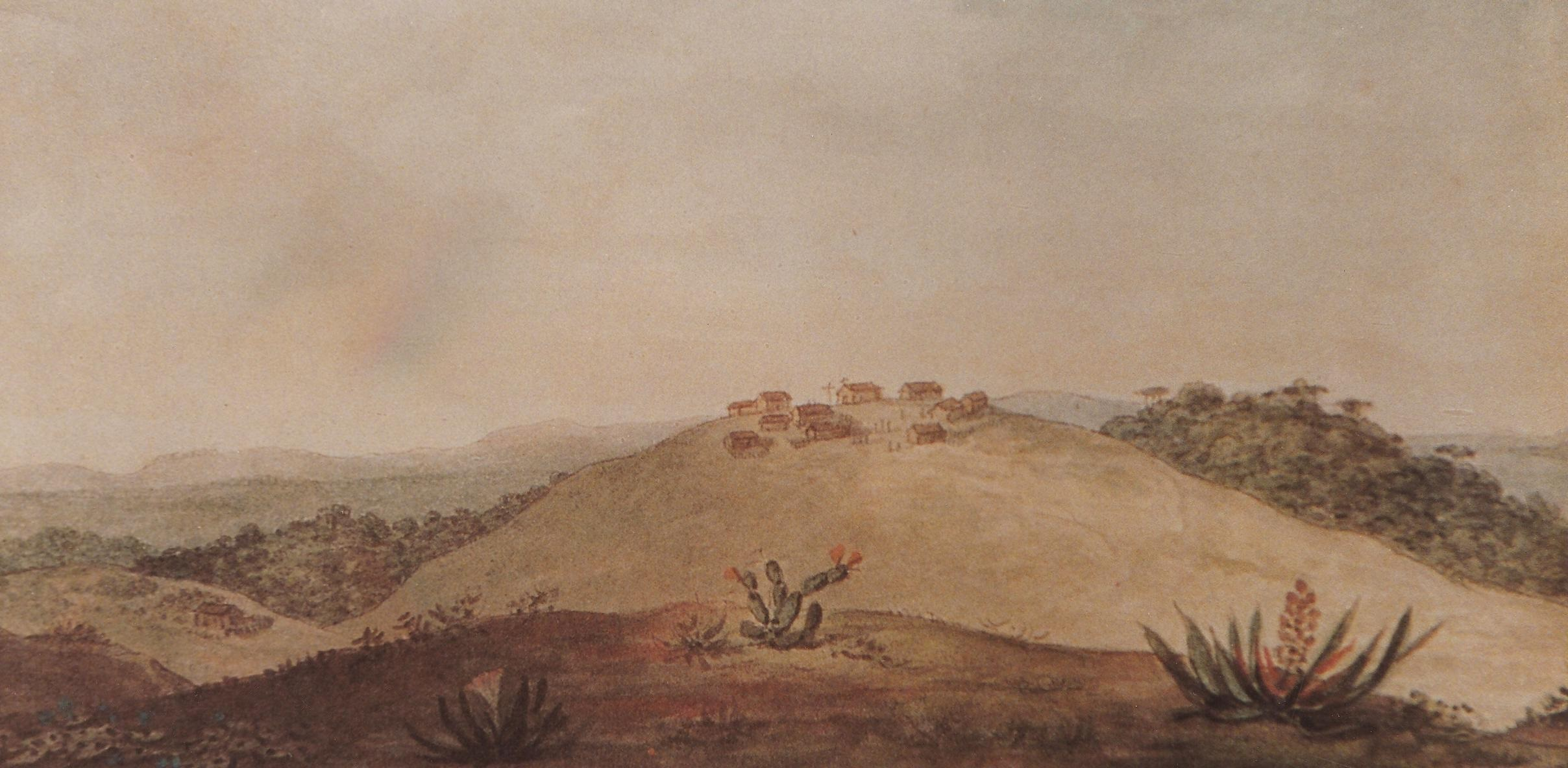
Quadro de Jean Baptiste Debret de 1827, retratando Ponta Grossa (Coleção Casa da Memória Paraná).

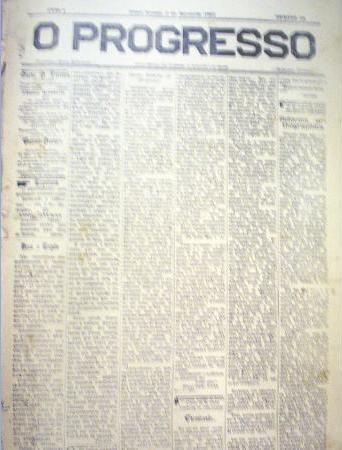
Exemplo de uma das primeiras edições do Diário dos Campos, de 3 de agosto de 1907, armazenado no acervo da Casa da Memória Paraná.

No total, são mais de 40.000 objetos, livros, registros documentais, fotografias e periódicos que remontam as histórias. O acervo bibliográfico conta com mais de 850 livros e 50 monografias. Só de fotografias são mais de 4.500 documentos, dos quais pelo menos mil precisam ser catalogados. As fotos são registros diversos como de indústrias, lojas, famílias, municípios paranaenses, festas de efemérides, como o carnaval, casamentos, igrejas, campeonatos de futebol da cidade e outros. Conta ainda com um grande acervo de negativos do Foto Bianchi, com aproximadamente 45.000 negativos em chapa de vidro e celulose rígida. Além de um acervo fonográfico com mais de 1300 discos de vinil de diversos gêneros musicais.
Possui um acervo com diversos jornais e periódicos, alguns, inclusive, datam do século XX. Entre eles, podemos destacar os locais como o Diário dos Campos, Jornal da Manhã e Diário da Manhã, bem como os de níveis regionais e nacionais como O Estado do Paraná, O Cruzeiro, Manchete, Paraná em Páginas, Gazeta do Povo, e outros.
A prefeitura de Ponta Grossa tem intensão de continuar aumentando o acervo, aceitando doações de materiais. Para aqueles que não quiserem doar, a prefeitura tira cópias e devolve o material.